# Lucro bruto
Lucro bruto ou lucro das vendas ou lucro operacional bruto é a diferença entre o faturado e o custo de fazer o produto ou prover o serviço, antes de deduzir overheads, folha de pagamento, impostos, e pagamento de juros.
No geral, este é o lucro mostrado em uma transação se não há interesse no custo indireto. Este é o rendimento que permanece uma vez deduzido os custos que surgem somente da geração daquele rendimento.
Para um varejista ou retalhista, o lucro bruto são as vendas feitas menos o custo dos bens vendidos. Para um manufaturista, o custo direto são os custos dos materiais e outro insumos usados para fazer o produto. Por exemplo, o custo da eletricidade para operar uma máquina é frequentemente um custo direto enquanto o custo para iluminar a sala do maquinário é um overhead. Custos com a folha de pagamento também podem ser diretos se a força de trabalho é paga em uma unidade de custo por item manufaturado. Por esta razão, a indústria de serviços, que vende seus serviços por unidades de tempo, frequentemente trata o custo dos honorários como um custo direto.
O Lucro Bruto é um importante guia para a viabilidade. Os custos indiretos são considerados quando se calcula a renda líquida, outro importante guia para a viabilidade.